# دهانه کارسول
دهانه کارسول (انگلیسی: Carswell crater) یک دهانه برخوردی است که درون حوضه آتاباسکای سپر کانادا در شمال استان ساسکاچوان کشور کانادا قرار دارد. قطر این دهانه ۳۹ کیلومتر (۲۴ مایل) بوده و سنش ۱۱۵ ± ۱۰ میلیون سال (دوران کرتاسه پیشین) برآورد شده است.